# Landtagswahl in Salzburg 1974
- SPÖ: 13
- ÖVP: 18
- FPÖ: 5

Die Landtagswahl in Salzburg 1974 wurde am 31. März 1974 durchgeführt und war die siebente Landtagswahl im Bundesland Salzburg in der Zweiten Republik. Die Österreichische Volkspartei (ÖVP) gewann dabei 6,5 Prozentpunkte und erzielte mit 47,2 Prozent Stimmenanteil das zweitbeste Ergebnis nach 1945. Die ÖVP konnte zudem ihre Mandatszahl von 13 auf 18 Mandate steigern, wobei die Gesamtzahl der Mandate im Landtag durch eine Landtagsreform von 32 auf 36 Mandate gestiegen war. Die Sozialistische Partei Österreichs (SPÖ) büßte 4,2 Prozentpunkte ein und erzielte einen Stimmenanteil von 36,2 Prozent. Durch die Erhöhung der Gesamtzahl der Mandate konnte die SPÖ jedoch ihre 13 Mandate halten. Auch die Freiheitliche Partei Österreichs (FPÖ) gehörte zu den Wahlverlierern. Sie musste ein Minus von 2,5 Prozent hinnehmen und verlor zudem ein Mandat, wobei sie bei einem Stimmenanteil von 15,5 Prozent fünf Mandate erzielte. Die Kommunistische Partei Österreichs (KPÖ) scheiterte mit 1,2 Prozent am Einzug in den Landtag.
Der Landtag der 7. Gesetzgebungsperiode konstituierte sich in der Folge am 22. Mai 1974 und wählte am selben Tag die Landesregierung Lechner IV zur neuen Salzburger Landesregierung. 

## Gesamtergebnis
|                                                            | Ergebnisse 1974  | Ergebnisse 1974  | Ergebnisse 1974  | Ergebnisse 1969 | Ergebnisse 1969 | Ergebnisse 1969 | Differenzen | Differenzen | Differenzen |
| ---------------------------------------------------------- | ---------------- | ---------------- | ---------------- | --------------- | --------------- | --------------- | ----------- | ----------- | ----------- |
| Wahlberechtigte                                            | 267.089          | 267.089          | 267.089          | 254.296         | 254.296         | 254.296         | + 12.793    | + 12.793    | + 12.793    |
| Wahlbeteiligung                                            | 83,43 %          | 83,43 %          | 83,43 %          | 84,32 %         | 84,32 %         | 84,32 %         | - 0,89 %    | - 0,89 %    | - 0,89 %    |
|                                                            | Stimmen          | %                | Mand.            | Stimmen         | %               | Mand.           | Stimmen     | %           | Mand.       |
| Abgegebene Stimmen                                         | 222.830          |                  |                  | 214.435         |                 |                 | + 8.395     |             |             |
| Ungültig                                                   | 2.400            | 1,08 %           |                  | 2.183           | 1,02 %          |                 | + 217       | + 0,06 %    |             |
| Gültig                                                     | 220.430          | 98,92 %          |                  | 212.252         | 98,98 %         |                 | + 8.178     | - 0,06 %    |             |
| Partei                                                     |                  |                  |                  |                 |                 |                 |             |             |             |
| Österreichische Volkspartei (ÖVP)                          | 103.991          | 47,18 %          | 18               | 86.439          | 40,72 %         | 13              | + 17.552    | + 6,46 %    | + 5         |
| Sozialistische Partei Österreichs (SPÖ)                    | 79.771           | 36,19 %          | 13               | 85.775          | 40,41 %         | 13              | - 6.004     | - 4,22 %    | ± 0         |
| Freiheitliche Partei Österreichs (FPÖ)                     | 34.099           | 15,47 %          | 5                | 38.202          | 18,00 %         | 6               | - 4.103     | - 2,53 %    | - 1         |
| Kommunistische Partei Österreichs (KPÖ)                    | 2.569            | 1,17 %           | 0                | 1.466           | 0,69 %          | 0               | + 1.103     | + 0,48 %    | ± 0         |
| Für Menschlichkeit, Recht und Freiheit in Österreich (MRF) | nicht kandidiert | nicht kandidiert | nicht kandidiert | 370             | 0,17 %          | 0               | - 370       | - 0,17 %    | ± 0         |
| Gesamt                                                     | 220.430          | 100,00 %         | 36               | 212.252         | 100,00 %        | 32              | + 8.178     |             | + 6         |